# Бригитенау
Бригитенау (на немски: Brigittenau) е двадесетият окръг на Виена. Населението му е 86 533 жители (по приблизителна оценка от януари 2019 г.).

## Подразделения
- Бригитенау
- Цвишенбрюкен